# 京都市立大塚小学校
京都市立大塚小学校（きょうとしりつ おおつかしょうがっこう）は、京都府京都市山科区にある公立小学校。

## 校章
- 大塚の「大」の字を三文字であしらい、それを羽形にデザインすることで音羽の身分であることをあらわしている。中央に「塚」の字を「ツカ」として配している。これは皇塚・王塚の象徴的古墳史実に基づき、剣と曲玉を想定し図化したものである。(公式サイト参照)

## 校区
- 大塚
- 小山

## 交通アクセス
- 京阪バス「大塚野溝町」下車